# Саакян, Тагуш Галустовна
Тагуш Галустовна Саакян (21 марта 1907 — 6 февраля 1977) — армянская и азербайджанская советская актриса

. Народная артистка Азербайджанской ССР (1960).

## Биография
Сценическую деятельность начала в Бакинском армянском театре в 1926 году.
С 1949 года работала в Степанакертском армянском драматическом театре. Играла, преимущественно, драматические, комедийные и характерные роли. Играла роли мальчиков: Гикор («Гикор» по Туманяну), Вачик («На заре» Гулакяна) и др.
В фильме «Мужчины» (1972) сыграла пожилую жительницу села.

## Избранные роли
- Наташа, Розалия («Кум Моргана», «Из-за чести» Ширванзаде),
- Ануш («Дядя Багдасар» Пароняна),
- Марго («Последние гвоздики» Тер-Григоряна),
- Нанар («Розы и кровь» Араксманяна),
- Машенька («Машенька» Афиногенова).